# Lions (rugby a 15)
Lions è una franchise sudafricana professionistica di rugby a 15 che milita nel campionato United Rugby Championship.
Istituita nel 1997 con il nome di Golden Cats come propaggine professionistica dell'ex squadra provinciale del Transvaal, mutò successivamente il suo nome in Cats e, dal 2006, Lions.
Vanta come miglior risultato la finale dell'edizione di Super Rugby del Super Rugby 2016, dove perse per 20-3 contro i neozelandesi degli Hurricanes di Wellington.
L'area della franchise, al 2016, copre parte dell'ex provincia del Transvaal e precisamente la città di Johannesburg (Gauteng) e le nuove province del Nordovest e di Mpumalanga.
Mutua numerosi giocatori dalle squadre provinciali di Currie Cup dei Golden Lions di Johannesburg, dei Leopards di Potchefstroom (Nordovest) e dei Pumas di Nelspruit (Mpumalanga), oltre che dalle squadre di club appartenenti a dette province.
Per esigenze di sponsorizzazione sono chiamati anche Emirates Lions dal nome della compagnia aerea Emirates.
La squadra disputa i suoi incontri interni all'Ellis Park di Johannesburg, impianto capace di circa 63 000 spettatori.

## Cronologia
| Cronistoria dei Lions |
| --- |
| - 1998 · Costituzione della franchigia dei Cats - 1998 · 12º Super 12 - 1999 · 11º Super 12 - 2000 · 4º Super 12 (sconfitta in semifinale) - 2001 · 3º Super 12 (sconfitta in semifinale) - 2002 · 11º Super 12 - 2003 · 12º Super 12 - 2004 · 12º Super 12 - 2005 · 11º Super 12 - 2006 · Cambio denominazione in Lions - 2006 · 13º Super 14 - 2007 · 12º Super 14 - 2008 · 14º Super 14 - 2009 · 12º Super 14 - 2010 · 14º Super 14 - 2011 · 5º ZAF Conference Super Rugby - 2012 · 5º ZAF Conference Super Rugby Retrocesso in favore dei Southern Kings - 2013 · Vittoria nel play-out contro i Southern Kings Promosso nel Super Rugby - 2014 · 4º ZAF Conference Super Rugby - 2015 · 2º ZAF Conference Super Rugby - 2016 · 1º Africa 2 Conference Super Rugby (sconfitta in finale per il titolo) - 2017 · 1º Africa 2 Conference Super Rugby (sconfitta in finale per il titolo) - 2018 · 1º ZAF Conference Super Rugby (sconfitta in finale per il titolo) - 2019 · 4º ZAF Conference Super Rugby - 2020 · South African Conference stagione interrotta a causa della pandemia 5º Super Rugby Unlocked - 2020 · La SARU ritira le quattro franchigie dal Super Rugby per unirsi al Pro14 - 2021 · 4º girone Sud Pro14 Rainbow Cup - 2021-22 · 4º girone sudafricano URC |

## Allenatori
- 1997  Ray Mordt
- 1998  Peet Kleynhans
- 1999  Andre Markgraaff
- 2000-2001  Laurie Mains
- 2002  Rudy Joubert
- 2003  Tim Lane
- 2004-2005  Chester Williams
- 2006  Frans Ludeke
- 2007-2009  Eugene Eloff
- 2010  Dick Muir
- 2010-2012  John Mitchell
- 2013-2017  Johan Ackermann
- 2018-2019  Swys de Bruin
- 2019-  Ivan van Rooyen